# Christian Atsu
Pour les articles homonymes, voir Atsu.
Christian Atsu Twasam, né le 10 janvier 1992  à Ada et retrouvé mort le 18 février 2023 dans son immeuble détruit par un séisme à Antakya (Turquie), était un footballeur international ghanéen.
Christian Atsu signe son premier contrat professionnel avec le FC Porto en 2011. Il rejoint le Chelsea FC en 2013 mais est prêté à de nombreux clubs dont Everton FC, AFC Bournemouth et Newcastle United. Prêté cinq fois en quatre ans, il quitte Chelsea sans avoir porté le maillot de l'équipe première en 2017 et s'engage définitivement avec Newcastle, où il passe quatre nouvelles saisons. En 2021, Christian Atsu s’engage deux années en faveur d’Al Raed en Arabie saoudite, sa première expérience hors d’Europe depuis le début de sa carrière. Il arrive libre à Hatayspor en septembre 2022. En Turquie, il joue uniquement quatre matchs toutes compétitions confondues et un seul but avant de mourir lors du tremblement de terre qui touche la Turquie et la Syrie.
En équipe nationale, Atsu honoré sa première cape en 2012. L’année suivante, il participe à la Coupe d’Afrique des nations en Afrique du Sud où le Ghana est éliminé en demi-finale par le Burkina Faso. Lors de la CAN 2015, Atsu est élu meilleur joueur du tournoi et reçoit le Trophée du plus beau but de la compétition. Le Ghana qui arrive en finale face à la Côte d’Ivoire, mais échoue lors de la séance de tirs au but. Sans forcément briller, il participe aussi aux CAN 2017 et 2019. Atsu ne figure pas dans le groupe début 2022 pour la CAN au Cameroun. Christian Atsu ne faisait pas partie non plus de l’équipe du Ghana qui a participé à sa quatrième Coupe du monde au Qatar fin 2022. Avec les Black Stars, Atsu joue 60 matchs et inscrit dix buts.

## Biographie

### Enfance et formation au Ghana
Christian Atsu naît et grandit au sein d'une famille nombreuse à Ada, ville côtière du sud-est du Ghana. Issu d'un milieu extrêmement modeste, ses parents, vivant de la pêche, ont des difficultés à payer les frais de scolarité de leurs enfants, ce qui vaut au ghanéen des exclusions de ses écoles successives. Lors de son temps libre, Atsu joue au football et rejoint un premier club local sous l'impulsion de l'un de ses frères.
À l'âge de 14 ans, il intègre l'académie du Feyenoord Fatteh, club de football créé par le Feyenoord Rotterdam au Ghana. Au bout de six mois au sein de l'académie, il apprend le décès de son père, n'ayant pas pu être hospitalisé, faute de moyens financiers.
Après un essai non concluant avec le Sporting CP, il retourne au Ghana et s'engage au Cheetah FC, club de la ville de Kasoa. En 2009, il est repéré par les recruteurs du FC Porto, qui lui proposent un essai de trois jours.

### Révélation au Portugal (2009-2013)
À 17 ans, après sa période d'essai, Atsu parvient à convaincre le FC Porto de le conserver durant six mois, puis pour une année supplémentaire. Il signe son premier contrat professionnel avec le FC Porto en 2011. Le 14 mai 2011, il est présent dans le groupe de l'équipe première lors d'un match face au CS Marítimo, mais son entraîneur André Villas-Boas ne le fait pas entrer en jeu.
En août 2011, Atsu est prêté pour une saison sans option d'achat au Rio Ave FC. Le 16 décembre, il marque son premier but en Primeira Liga contre le Benfica Lisbonne. Au total, il prend part à 31 rencontres et marque six buts sous le maillot de Rio Ave. Il est également élu joueur du club de l'année.
De retour à Porto, le jeune ghanéen joue dix-sept matchs en Primeira Liga pour un but inscrit. Il remporte le titre de champion du Portugal, et entre en jeu dans chacun des matchs du FCP en Ligue des champions. Lors de sa première apparition dans cette compétition, il signe une passe décisive face au Dinamo Zagreb.

### Chelsea FC et prêts successifs (2013-2017)
Le 1er septembre 2013, il signe un contrat de cinq ans en faveur du Chelsea FC, entraîné par José Mourinho. Le montant du transfert s'élève à 3,5 millions de livres, soit près de 4 millions d'euros.
Lors de sa signature à Chelsea, le club londonien annonce qu'il est immédiatement prêté au club néerlandais du Vitesse Arnhem. Titulaire tout au long de la saison, il inscrit cinq buts en trente matchs toutes compétitions confondues. Il est élu joueur de l'année du Vitesse par les fans du club.
Le 13 août 2014, Atsu est prêté pour une saison à l'Everton FC, ce qui lui permet de découvrir la Premier League. Toutefois, il ne dispute que cinq matchs de championnat pour deux passes décisives. Il joue également sept fois en Ligue Europa et une rencontre de Coupe de la Ligue anglaise, soit treize matchs au total.
Le 29 mai 2015, Atsu est prêté pour une saison à l'AFC Bournemouth, promu en Premier League. N'ayant joué que deux matchs de Coupe de la Ligue à la mi-saison, Atsu est rappelé par Chelsea début janvier 2016.
Le 24 janvier 2016, il déclare dans une interview à la BBC qu'un prêt à Levante est imminent. Atsu est toutefois prêté au Málaga CF jusqu'à la fin de la saison 2015-2016. Lors de sa première apparition avec le club andalou, il marque face au Getafe CF. Il inscrit un deuxième but lors de la dernière journée de championnat face à l'UD Las Palmas. Au total, son bilan s'élève à deux buts en douze rencontres de Liga.

### Cinq ans à Newcastle (2016-2021)

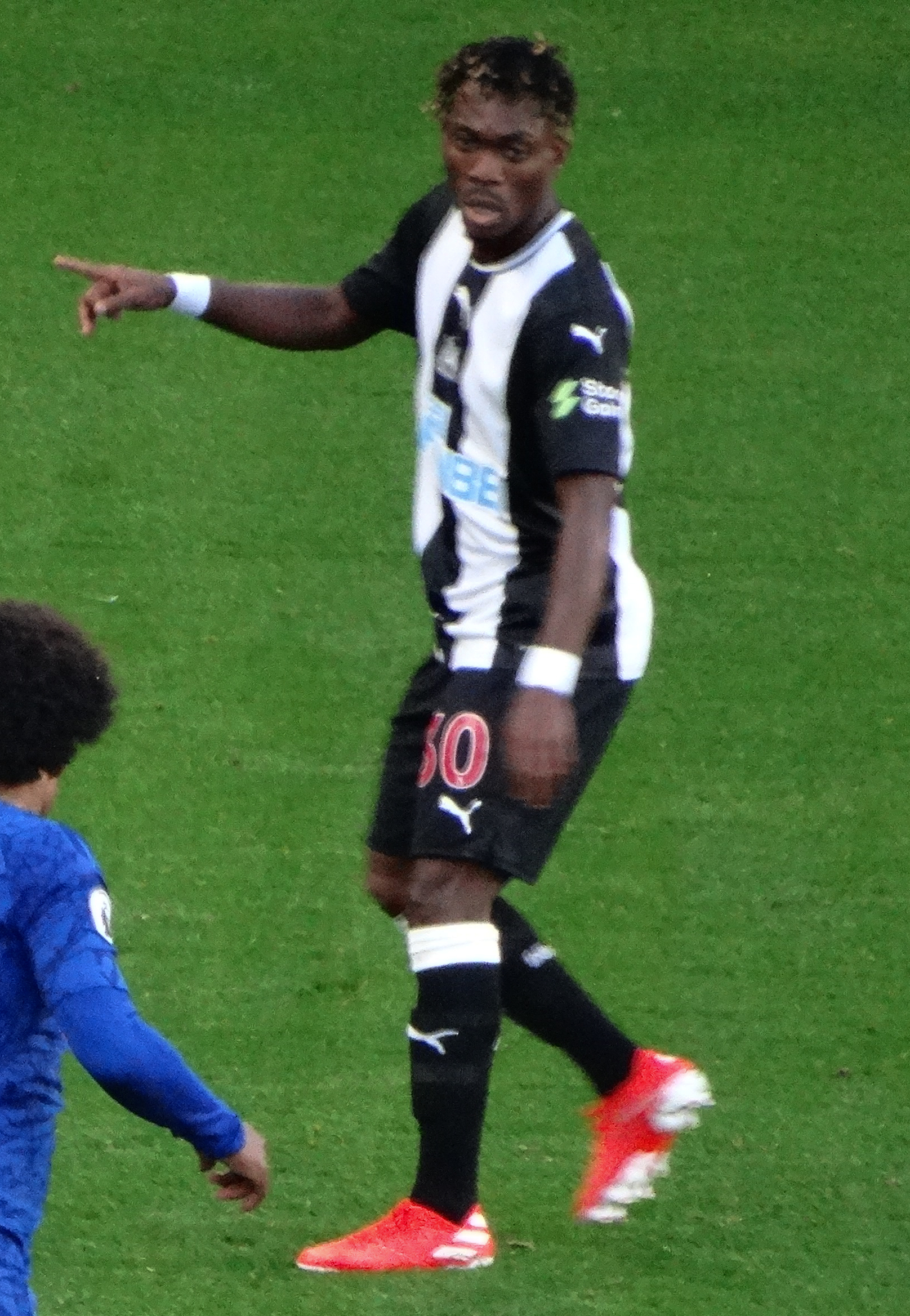
Atsu avec Newcastle en Premier League face à Chelsea en 2019.

Le 31 août 2016, il est prêté pour une saison à Newcastle United, relégué en Championship. Le 13 septembre, il fait sa première apparition avec le club lors d'une victoire à l'extérieur face aux Queens Park Rangers et délivre une passe décisive pour Aleksandar Mitrović. Il inscrit cinq buts en trente-cinq matchs toutes compétitions confondues avec les Magpies avant de s'engager avec ces derniers pour quatre ans, le 24 mai 2017. Le montant du transfert s'élève à 6 millions de livres, soit près de 7,5 millions d'euros. Il quitte ainsi Chelsea sans avoir porté le maillot de l'équipe première des Blues, après cinq prêts en quatre ans.
Sous les ordres de Rafael Benítez, le club remonte en première division et Atsu apparaît régulièrement avec Newcastle. Il marque son premier but en Premier League face à Stoke City en septembre 2017. Au mois de décembre, il marque à nouveau face à West Ham et termine la saison à deux buts et deux passes décisives en vingt-huit matchs, une blessure au genou l'éloignant des terrains en fin d'exercice.
Il joue le même nombre de matchs durant la saison suivante mais ne se montre décisif qu'à une seule reprise en marquant face à Liverpool. Lors de l'intersaison, Steve Bruce devient le nouveau manager du club et Atsu apparaît moins en championnat, avec dix-neuf rencontres jouées pour trois passes décisives. Lors de sa dernière année de contrat dans le nord-est de l'Angleterre, il est mis à l'écart et n'est pas enregistré pour jouer en Premier League , ne disputant que dix minutes avec l'équipe première sur l'ensemble de la saison, en EFL Cup. Il quitte le club libre de tout contrat à l'été 2021.

### Départ vers l'Orient (2021-2023)
Le 17 juillet 2021, il s'engage pour deux saisons à l'Al-Raed Saudi FC, en première division saoudienne. Lors de son deuxième match avec son nouveau club face à Al-Fahya, il se blesse gravement au genou et reste éloigné des terrains durant quatre mois. Il ne joue finalement que huit matchs sur l'ensemble de la saison.
Le 6 septembre 2022, Christian Atsu s'engage avec le Hatayspor, club de la ville d'Antakya dans le sud-est de la Turquie. Le 5 février 2023, il marque son premier but de la saison, contre Kasimpasa (victoire à domicile 1-0 dans le temps additionnel). Le lendemain, il disparaît dans l'effondrement de son immeuble, lors du séisme qui a dévasté la Turquie.

### En équipe nationale
Le 1er juin 2012, Atsu honore sa première sélection avec l'équipe du Ghana face au Lesotho, en éliminatoires de la Coupe du monde 2014. Lors de ce match, il inscrit son premier but et signe sa première passe décisive pour les Black Stars qui s'imposent 7-0.
Début 2013, il participe à la Coupe d'Afrique des nations en Afrique du Sud. Titulaire lors du premier match face à la RDC, il rentre en jeu contre le Mali et marque le deuxième but de son équipe lors du dernier match de poules face au Niger. Son pays atteint les demi-finales de la compétition, où Atsu provoque le pénalty transformé par Wakaso, mais le Ghana est finalement éliminé par le Burkina Faso aux tirs au but.
L'année suivante, il est sélectionné pour disputer la Coupe du monde 2014 au Brésil. Le Ghana hérite d'un groupe relevé composé de l'Allemagne, du Portugal et des États-Unis. Titulaire dans chacun des matchs de groupe, Atsu et le Ghana ne parviennent pas à remporter le moindre match et quittent rapidement la compétition.

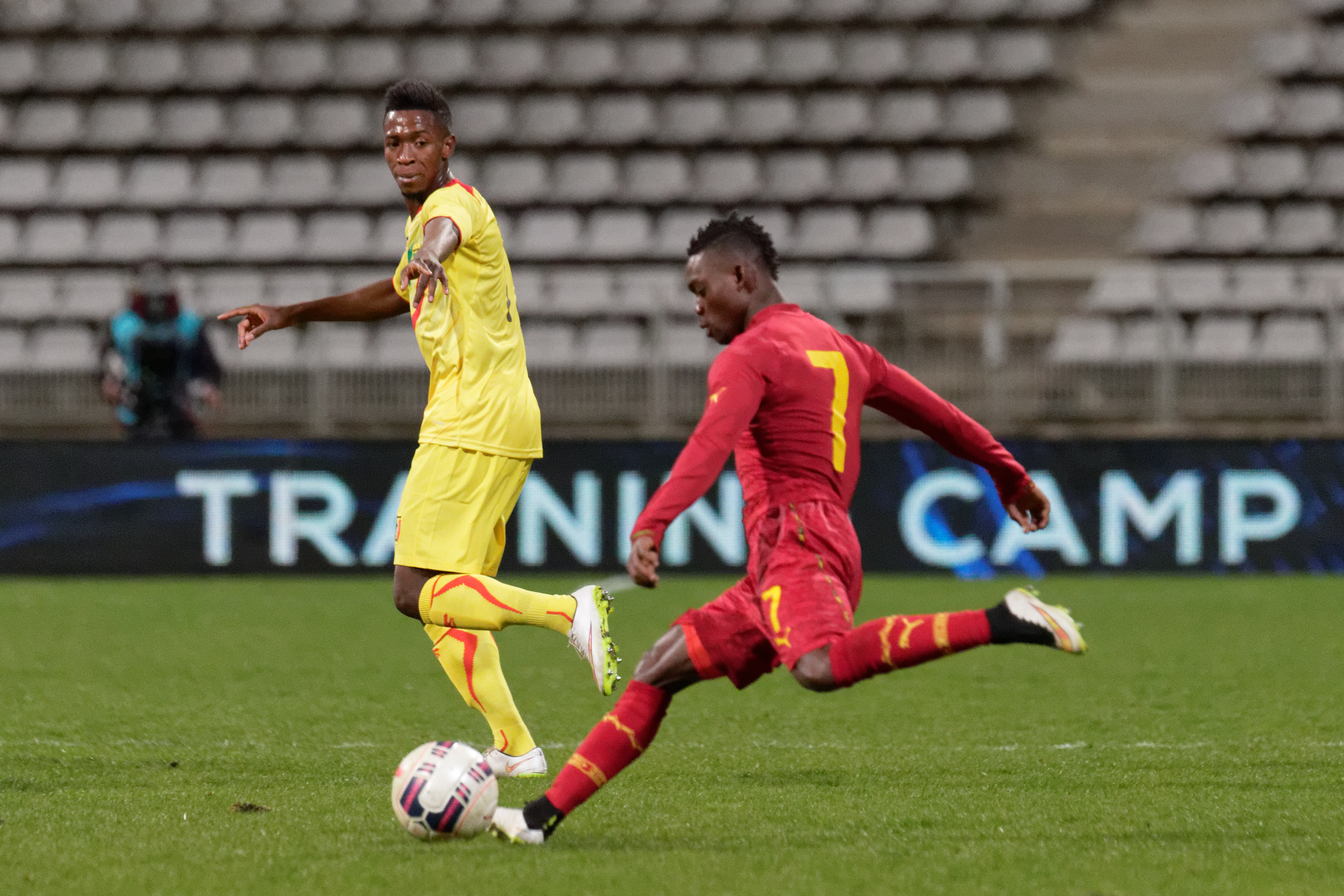
Atsu avec le Ghana en amical face au Mali au Stade Charléty en 2015.

Il fait partie de l'équipe ghanéenne disputant la CAN 2015. Il joue toutes les rencontres en tant que titulaire, et se fait remarquer lors du match face à la Guinée en quart de finale, où il inscrit un doublé. En demi-finale face à la Guinée Équatoriale, il s'illustre avec une passe décisive pour Wakaso, et le Ghana se qualifie aisément pour la finale, perdue aux tirs au but face à la Côte-d'Ivoire. Atsu est élu meilleur joueur du tournoi, et sa deuxième réalisation face à la Guinée est désignée plus beau but de la CAN.
Il est sélectionné pour la CAN 2017, où le Ghana termine quatrième de la compétition. Il dispute sa dernière Coupe d'Afrique des Nations en 2019, en Égypte. Blessé lors du deuxième match face au Cameroun, il est forfait pour le reste de la compétition. Son équipe est éliminée en huitième de finale par la Tunisie.
Le 9 juin 2019, il joue une mi-temps lors d'un amical face à la Namibie. Il s'agit de son dernier match avec la sélection, avec laquelle il est apparu à 65 reprises pour dix buts inscrits et neuf passes décisives, et a terminé vice-champion d'Afrique en 2015.

### Mort
Le 6 février 2023, deux violents séismes touchent la Syrie et la Turquie, dont la ville d'Antakya. Le joueur est alors présent dans son appartement de la résidence de luxe Rönesans (« Renaissance »), une barre d'immeuble de 12 étages qui s'effondre,. Christian Atsu et Taner Savut, le directeur sportif du Hatayspor qui habite également dans cet immeuble, font alors partie des 800 résidents portés disparus. Le même jour, Volkan Demirel, ancien gardien international et entraîneur du Hatayspor, demande de l'aide pour retrouver le Ghanéen. Le lendemain, l'ambassade ghanéenne en Turquie et la Fédération ghanéenne de football assurent que l'attaquant a été retrouvé vivant, mais ces informations sont par la suite révélées fausses et contredites par les proches du joueur, qui n'arrivent pas à le localiser,.
Le 13 février, deux paires de chaussures appartenant au joueur sont retrouvées, avant que son passeport ne soit récupéré par les secours quatre jours plus tard. Le 18 février, le corps sans vie de Christian Atsu est retrouvé dans les décombres de sa résidence.

## Statistiques

### Par saison
| Saison                | Club                    | Championnat           | Championnat | Championnat | Championnat | Coupe(s) nationale(s) | Coupe(s) nationale(s) | Coupe(s) nationale(s) | Compétition(s) continentale(s) | Compétition(s) continentale(s) | Compétition(s) continentale(s) | Compétition(s) continentale(s) | Ghana | Ghana | Ghana | Total | Total | Total |
| Saison                | Club                    | Division              | M.          | B.          | P.d.        | M.                    | B.                    | P.d.                  | Comp.                          | M.                             | B.                             | P.d.                           | M.    | B.    | P.d.  | M.    | B.    | P.d.  |
| 2011-2012             | Rio Ave FC (prêt)       | Primeira Liga         | 27          | 6           | 4           | 4                     | 0                     | 0                     | -                              | -                              | -                              | -                              | 2     | 1     | 1     | 33    | 7     | 5     |
| 2012-2013             | FC Porto                | Primeira Liga         | 17          | 1           | 1           | 6                     | 0                     | 3                     | C1                             | 8                              | 0                              | 1                              | 14    | 3     | 1     | 45    | 4     | 6     |
| 2013-2014             | FC Porto                | Primeira Liga         | -           | -           | -           | -                     | -                     | -                     | -                              | -                              | -                              | -                              | 1     | 0     | 0     | 1     | 0     | 0     |
| Sous-total            | Sous-total              | Sous-total            | 17          | 1           | 1           | 6                     | 0                     | 3                     | -                              | 8                              | 0                              | 1                              | 15    | 3     | 1     | 46    | 4     | 6     |
| 2013-2014             | Chelsea FC              | Premier League        | -           | -           | -           | -                     | -                     | -                     | C1                             | -                              | -                              | -                              | -     | -     | -     | 0     | 0     | 0     |
| 2013-2014             | Vitesse Arnhem (prêt)   | Eredivisie            | 28          | 5           | 6           | 2                     | 0                     | 0                     | -                              | -                              | -                              | -                              | 10    | 1     | 2     | 40    | 6     | 8     |
| 2014-2015             | Everton FC (prêt)       | Premier League        | 5           | 0           | 2           | 1                     | 0                     | 0                     | C3                             | 7                              | 0                              | 0                              | 15    | 4     | 2     | 28    | 4     | 4     |
| 2015-0000             | AFC Bournemouth (prêt)  | Premier League        | -           | -           | -           | 2                     | 0                     | 0                     | -                              | -                              | -                              | -                              | 2     | 0     | 0     | 4     | 0     | 0     |
| 0000-2016             | Málaga CF (prêt)        | Liga                  | 12          | 2           | 0           | -                     | -                     | -                     | -                              | -                              | -                              | -                              | 1     | 1     | 0     | 13    | 3     | 0     |
| 2016-2017             | Newcastle United (prêt) | Championship          | 32          | 5           | 3           | 3                     | 0                     | 0                     | -                              | -                              | -                              | -                              | 10    | 0     | 2     | 45    | 5     | 5     |
| 2017-2018             | Newcastle United        | Premier League        | 28          | 2           | 2           | 1                     | 0                     | 0                     | -                              | -                              | -                              | -                              | 2     | 0     | 1     | 31    | 2     | 3     |
| 2018-2019             | Newcastle United        | Premier League        | 28          | 1           | 0           | 4                     | 0                     | 0                     | -                              | -                              | -                              | -                              | 8     | 0     | 0     | 40    | 1     | 0     |
| 2019-2020             | Newcastle United        | Premier League        | 19          | 0           | 3           | 5                     | 0                     | 2                     | -                              | -                              | -                              | -                              | -     | -     | -     | 24    | 0     | 5     |
| 2020-2021             | Newcastle United        | Premier League        | -           | -           | -           | 1                     | 0                     | 0                     | -                              | -                              | -                              | -                              | -     | -     | -     | 1     | 0     | 0     |
| Sous-total            | Sous-total              | Sous-total            | 107         | 8           | 8           | 14                    | 0                     | 2                     | -                              | -                              | -                              | -                              | 20    | 0     | 3     | 141   | 8     | 13    |
| 2021-2022             | Al-Raed                 | Premier League        | 8           | 0           | 1           | -                     | -                     | -                     | -                              | -                              | -                              | -                              | -     | -     | -     | 8     | 0     | 1     |
| 2022-2023             | Hatayspor               | Süper Lig             | 3           | 1           | 0           | 1                     | 0                     | 0                     | -                              | -                              | -                              | -                              | -     | -     | -     | 4     | 1     | 0     |
| Total sur la carrière | Total sur la carrière   | Total sur la carrière | 207         | 23          | 22          | 30                    | 0                     | 5                     | -                              | 15                             | 0                              | 1                              | 65    | 10    | 9     | 317   | 33    | 37    |

### Buts en sélection
| Buts en sélection de Christian Atsu | Buts en sélection de Christian Atsu | Buts en sélection de Christian Atsu                         | Buts en sélection de Christian Atsu | Buts en sélection de Christian Atsu | Buts en sélection de Christian Atsu | Buts en sélection de Christian Atsu |
| #                                   | Date                                | Lieu                                                        | Adversaire                          | Score                               | Résultat                            | Compétition                         |
| ----------------------------------- | ----------------------------------- | ----------------------------------------------------------- | ----------------------------------- | ----------------------------------- | ----------------------------------- | ----------------------------------- |
| 1.                                  | 1er juin 2012                       | Baba Yara Stadium, Kumasi (Ghana)                           | Lesotho                             | 5-0                                 | 7-0                                 | Éliminatoires Coupe du monde 2014   |
| 2.                                  | 8 septembre 2012                    | Ohene Djan Stadium, Accra (Ghana)                           | Malawi                              | 1-0                                 | 2-0                                 | Éliminatoires CAN 2013              |
| 3.                                  | 28 janvier 2013                     | Nelson Mandela Bay Stadium, Port Elizabeth (Afrique du Sud) | Niger                               | 2-0                                 | 3-0                                 | CAN 2013                            |
| 4.                                  | 16 juin 2013                        | Setsoto Stadium, Maseru (Lesotho)                           | Lesotho                             | 0-1                                 | 0-2                                 | Éliminatoires Coupe du monde 2014   |
| 5.                                  | 15 octobre 2013                     | Baba Yara Stadium, Kumasi (Ghana)                           | Égypte                              | 6-1                                 | 6-1                                 | Éliminatoires Coupe du monde 2014   |
| 6.                                  | 10 septembre 2014                   | Stade de Kégué, Lomé (Togo)                                 | Togo                                | 2-3                                 | 2-3                                 | Éliminatoires CAN 2015              |
| 7.                                  | 1er février 2015                    | Nuevo Estadio de Malabo, Malabo (Guinée équatoriale)        | Guinée                              | 1-0                                 | 3-0                                 | CAN 2015                            |
| 8.                                  | 1er février 2015                    | Nuevo Estadio de Malabo, Malabo (Guinée équatoriale)        | Guinée                              | 3-0                                 | 3-0                                 | CAN 2015                            |
| 9.                                  | 14 juin 2015                        | Ohene Djan Stadium, Accra (Ghana)                           | Maurice                             | 1-0                                 | 7-1                                 | Éliminatoires CAN 2017              |
| 10.                                 | 5 juin 2016                         | Stade Anjalay, Belle Vue Maurel (Île Maurice)               | Maurice                             | 0-2                                 | 0-2                                 | Éliminatoires CAN 2017              |

## Palmarès

### En club

#### FC Porto
En 2013, il a remporté le titre de champion du Portugal. L'année précédente, en 2012, il a triomphé en Supercoupe du Portugal. De plus, en 2013, il a atteint la finale de la Coupe de la Ligue.

#### Newcastle United
- Champion d'Angleterre de deuxième division en 2017.

### En sélection
- Finaliste de la Coupe d'Afrique des nations en 2015.

### Distinctions personnelles
- Élu meilleur joueur de la Coupe d'Afrique des nations en 2015.
- Membre de l'équipe-type de la Coupe d'Afrique des nations en 2015 et 2017.
- Trophée du plus beau but de la Coupe d'Afrique des nations en 2015.